# 위응물
위응물(韋應物, 737년~791년)은 중국 당나라의 시인이다. 《당시삼백수》에 작품이 12수 실려 있다.